# Kärrtorpshallen

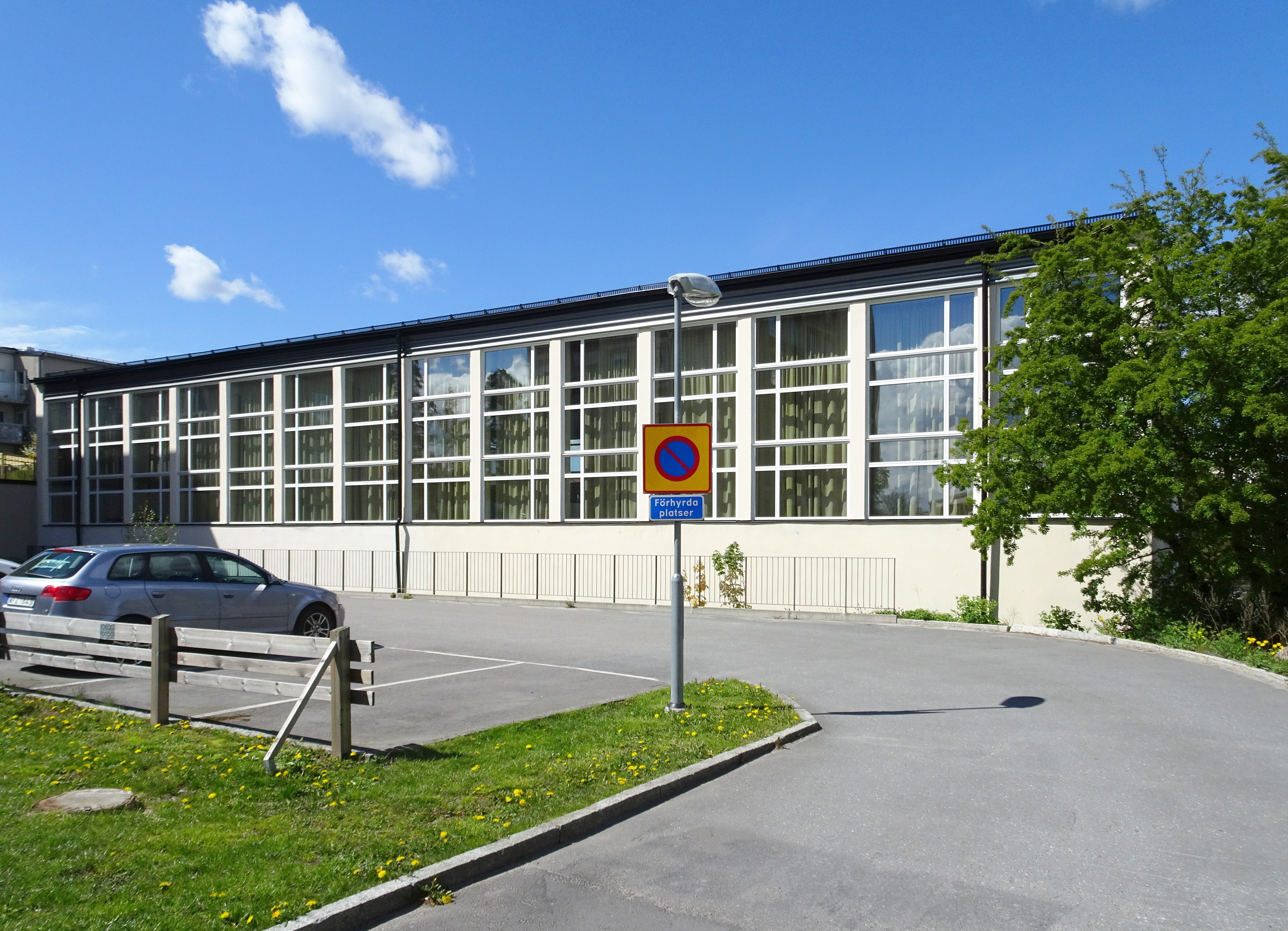
Kärrtorpshallen, fasad mot söder, 2020.

Kärrtorps idrottshall är en kommunal idrottshall belägen vid Karlsövägen 9-15 i stadsdelen Kärrtorp i södra Stockholm. Hallen ligger i anslutning till Kärrtorps gymnasium och uppfördes 1962–1963 efter ritningar av arkitekt Kjell Ödeen. Byggnaden är grönmärkt av Stadsmuseet i Stockholm vilket innebär att den anses vara ”särskilt värdefull från historisk, kulturhistorisk, miljömässig eller konstnärlig synpunkt”. Hallen måste bokas i förväg.

## Beskrivning

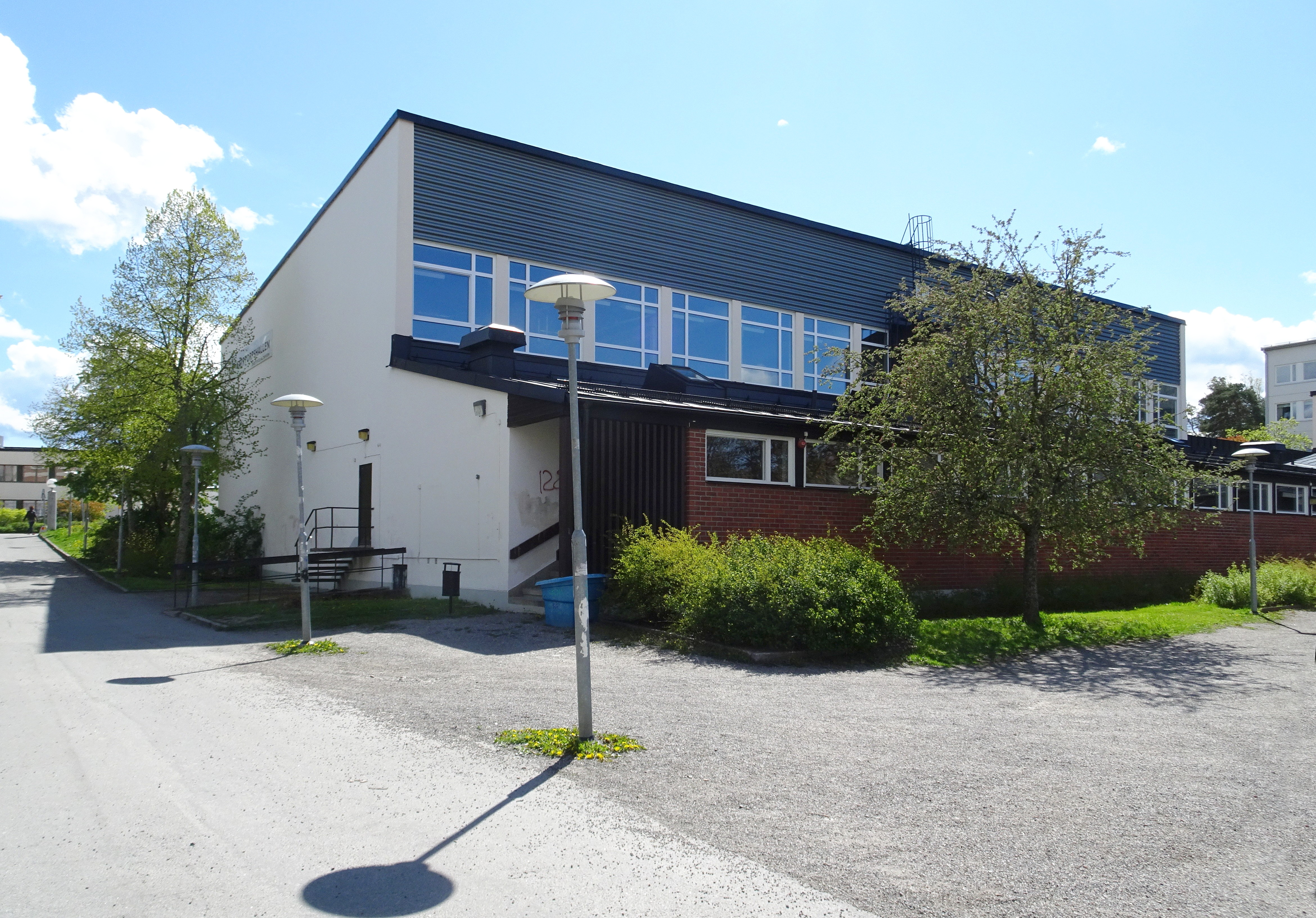
Fasad mot skolgården.

Kärrtorps idrottshall uppfördes 1962–1963 som gymnastikhall för Kärrtorps gymnasium på södra delen av skoltomten där stadsplanen från 1955 reserverat plats. Arkitekt var Kjell Ödeen som även några år tidigare ritat gymnasiebyggnaden. Beställare var Stockholms folkskoledirektion. Hallen består av två inbördes förskjutna byggnadskroppar. I den större delen anordnades en gymnastikhall om 16x34 meter, delbart med en vikvägg. I den mindre volymen ligger två motionsrum om 10x20 meter vardera. I lågdelen som vetter mot skolgården ligger omklädnings- och duschrum samt rum för redskap, lärare och vaktmästare.
Det finns planer på att bygga en ny idrottshall för basket, innebandy och handboll i Kärrtorp. Ett placeringsalternativ är mittemot Skarpnäcks gamla skola på tomten för nuvarande bollplanen mellan Skarpnäcks skola och kvarteret Mursmäckan. Tidplanen är oklar men år 2019 budgeterade Stockholms idrottsförvaltning fem miljoner kronor för projekteringen (ritningar, kostnadskalkyler och liknade).